# Хендза
Хендза или Хендза-дзима (яп. 平安座島 хэндза-дзима) — островок в архипелаге Рюкю, расположенный восточнее острова Окинава (префектура Окинава). Его площадь составляет 5,32 км². Население — 1391 человек (2005). Длина береговой линии составляет 7 км.
Административно остров принадлежит городу Урума. Хамахига лежит к северо-востоку от полуострова Кацурен на острове Окинава. Связан трассой Кайтю (яп. 海中道路) с островом Окинава, а также мостами с островами Мияги, Икей и Хамахига.
Ранее экономика острова основывалась на рыболовстве и сельском хозяйстве, сегодня там расположены нефтехранилища.Есть рыбацкий порт.
В марте на острове проводится рыбацкий праздник Сангуватя, во время которого местные жители молятся морским божествам, а по улицам проносят на шесте изображение огромной рыбы.